# Mecosaspis rugosa
Mecosaspis rugosa là một loài bọ cánh cứng trong họ Cerambycidae.